# Celebrity Skin
Celebrity Skin är det tredje studioalbumet av den amerikanska rockgruppen Hole, utgivet den 8 september 1998 på Geffen Records. På albumet ville bandet frångå det noise- och grungeinfluerade soundet som hade legat till grund för Pretty on the Inside (1991) och Live Through This (1994). För att producera ett renare, mer polerat och radiovänligt poprock-sound anlitade bandet producenten Michael Beinhorn för att spela in Celebrity Skin över en niomånadersperiod vid inspelningsstudior i  Kalifornien, New York och Storbritannien.
Albumet var gruppens första studioutgivning med basisten Melissa Auf der Maur efter bortgången av den tidigare basisten Kristen Pfaff i juni 1994. Till skillnad från deras föregående album är låtarna på Celebrity Skin komponerade av en rad olika musiker istället för enbart frontkvinnan Courtney Love och sologitarristen Eric Erlandson. The Smashing Pumpkins frontfigur Billy Corgan var med och skrev merparten av albumets låttexter medan andra, däribland Auf der Maurs tidigare bandkollega Jordon Zadorozny, bidrog till kompositionen.
Celebrity Skin var bandets sista studioalbum innan upplösningen 2002. Albumet blev nia på Billboard 200, bandets enda topp 10-placering.

## Inspelning
Hole intog Conway Recording Studios i Los Angeles i april 1997 för att påbörja inspelningen av albumet. Planen var från början att ge Billy Corgan rollen som exekutiv producent, som var gruppens andrahandsval efter Brian Eno. Corgan närvarade dock aldrig under inspelningarna och istället anlitade man producenten Michael Beinhorn. Inspelningsprocessen sträckte sig allt som allt över nio månader på olika platser. Merparten av albumet spelades in vid Conway Recording Studios medan andra delar genomfördes vid Record Plant West i Los Angeles och Olympic Studios i London. De sista inspelningarna avslutades vid Quad Studios tidigt 1998. Dessa sessioner filmades av en vän till bandet, vilket noterades i en artikel i tidningen Spin från oktober 1998.
Ett stort antal olika gitarrer, effektpedaler och utrustning användes under inspelningen av Celebrity Skin. Love använde rörförstärkare av fabrikatet Fender och andra märken såsom Matchless och Ampeg (hon hade även lånat en Randall Commander av Kurt Cobain). Hennes huvudsakliga gitarrer var en Fender Vista Venus och en Chet Atkins Gretsch. Erlandsons gitarruppsättning var mer komplex och bestod av en rad olika gitarrer kopplade genom olika effekter. Bland dessa kan nämnas tre av hans Veleno-gitarrer som han också använde under Live Through This och en 1968 års Fender Telecaster.

## Mottagande
Allmusic-skribenten Stephen Thomas Erlewine kommenterade "en glans av skinande gitarrer och suddiga melodier, alla avsedda att väcka höjdpunkten i kalifornisk pop från sena 70-talet" med betyget tre och en halv av fem.

## Låtlista
| Nr           | Titel                   | Kompositör                                                        | Längd |
| ------------ | ----------------------- | ----------------------------------------------------------------- | ----- |
| 1.           | Celebrity Skin          | Courtney Love, Eric Erlandson, Billy Corgan                       | 2:42  |
| 2.           | Awful                   | Melissa Auf der Maur, Patty Schemel, Erlandson, Love              | 3:16  |
| 3.           | Hit So Hard             | Love, Erlandson, Corgan                                           | 4:00  |
| 4.           | Malibu                  | Love, Erlandson, Corgan                                           | 3:50  |
| 5.           | Reasons to Be Beautiful | Love, Erlandson, Auf der Maur, Charlotte Caffey, Jordon Zadorozny | 5:19  |
| 6.           | Dying                   | Love, Erlandson, Corgan                                           | 3:44  |
| 7.           | Use Once & Destroy      | Auf der Maur, Schemel, Erlandson, Love                            | 5:04  |
| 8.           | Northern Star           | Love, Erlandson                                                   | 4:58  |
| 9.           | Boys on the Radio       | Love, Erlandson, Auf der Maur                                     | 5:09  |
| 10.          | Heaven Tonight          | Love, Erlandson                                                   | 3:31  |
| 11.          | Playing Your Song       | Love, Erlandson, Auf der Maur                                     | 3:21  |
| 12.          | Petals                  | Love, Erlandson, Corgan                                           | 5:29  |
| Total längd: | Total längd:            | Total längd:                                                      | 50:23 |

Bonuslåt på japanska utgåvan
| Nr           | Titel             | Kompositör                    | Längd |
| ------------ | ----------------- | ----------------------------- | ----- |
| 1.           | Best Sunday Dress | Love, Erlandson, Kat Bjelland | 4:25  |
| Total längd: | Total längd:      | Total längd:                  | 54:48 |

## Listplaceringar
| Lista (1998)                     | Högsta position |
| -------------------------------- | --------------- |
| Australiska albumlistan          | 4               |
| Belgiska albumlistan (Flandern)  | 23              |
| Belgiska albumlistan (Vallonien) | 48              |
| Brittiska albumlistan            | 11              |
| Franska albumlistan              | 24              |
| Kanadensiska albumlistan         | 3               |
| Nederländska albumlistan         | 62              |
| Norska albumlistan               | 14              |
| Nyzeeländska albumlistan         | 15              |
| Schweiziska albumlistan          | 6               |
| Svenska albumlistan              | 10              |
| Tyska albumlistan                | 21              |
| USA Billboard 200                | 9               |
| Österrikiska albumlistan         | 15              |

## Medverkande
- Courtney Love – sång, kompgitarr
- Eric Erlandson – sologitarr
- Melissa Auf der Maur – bas, bakgrundssång
- Patty Schemel – trummor (Enligt albumfoldern, men i själva verket medverkade inhopparen Deen Castronovo)